# Màdhhab
Un màdhhab (àrab: مذهب, maḏhab) és una escola de jurisprudència islàmica (fiqh). En aquesta religió, on no hi ha una jerarquia oficial que dicti pautes a seguir, la interpretació de les directives religioses presents en l'Alcorà i als hadits es realitzen de manera personal i sense altres restriccions. Per això s'han desenvolupat diverses escoles d'interpretació dels texts sagrats que defensen concepcions diferents.
Aquesta jurisprudència, en un senti ampli, implica però l'estudi del fonament filosòfic de les diferents lleis, així que els seus seguidors pertanyen de fet a veritables corrents de pensament dins del món islàmic. Tot i així, el fiqh no es considera sagrat com la xaria i els seguidors de cada escola consideren en general les altres com a legítimes.
El pensament jurídic es va desenvolupar gradualment en cercles d'estudi on els estudiosos es reunien per aprendre d'un mestre i discutir temes religiosos. Al principi, aquests cercles eren fluids pel que fa als seus membres, però amb el temps van cristal·litzar diferents màdhhab o escoles jurídiques regionals al voltant de conjunts compartits de principis metodològics. A mesura que les escoles es van delimitar clarament, l'autoritat dels seus principis doctrinals la tenia el mestre jurista fundador de l'escola. En els tres primers segles de l'Islam, totes les escoles jurídiques van arribar a acceptar les línies generals de la teoria jurídica clàssica, segons la qual la llei islàmica havia d'estar fermament arrelada a l'Alcorà i als hadith.
Al principi, aquestes escoles eren conegudes segons la seva implantació geogràfica. Hi havia, per exemple, l'escola de Kufa (Iraq), la de Medina (Aràbia Saudita), la de Bàssora (Iraq) o la de la Meca (Aràbia Saudita). Més tard, certs mestres es van anar imposant, així com els seus deixebles i les seves obres literàries, i avui dia les escoles del fiqh es coneixen amb el nom del jurista que les va fundar. Van haver-n'hi moltes, però força ja no existeixen. Pel que fa a les actuals, cadascuna ha acabat predominant en diferents zones del món islàmic.
Avui dia, dins del sunnisme hi perduren les escoles hanafita, malikita, xafiïta i hanbalita. Pel que fa al xiisme, l'escola principal és la jafarita. Al-Zahiriyya és una escola teologica-jurídica de l'islam que es pot situar dins del conjunts dels màdhhabs al límit extrem de l'ortodòxia.

## Les quatre escoles del sunnisme

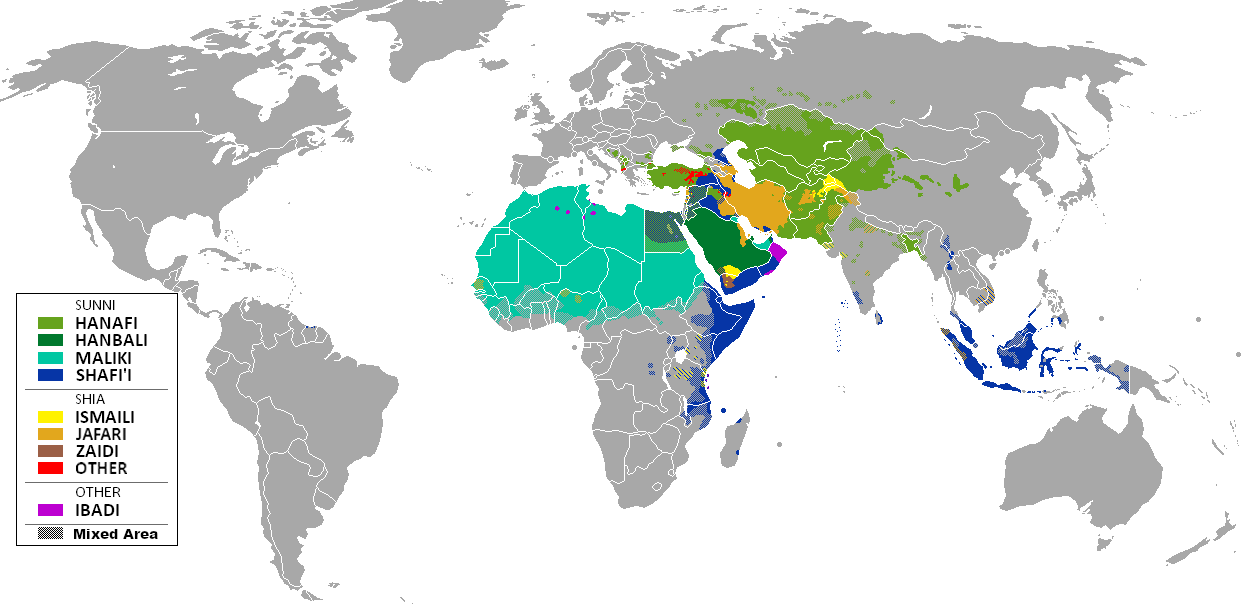
Distribució geogràfica de les zones d'influència de les escoles de jurisprudència islàmiques

Aquestes quatre escoles comparteixen la majoria de llurs lleis, però no estan d'acord sobre els hadits considerats com a autèntics i sobre el valor acordat a les diferents analogies (qiyàs) utilitzades per clarificar els casos difícils. Tot i així reconeixen les conclusions de les altres escoles com a perfectament legítimes i compreses dins el marc de l'islam ortodox.
HanafitaFundada per l'imam Abu Hanifa (699-767) a l'Iraq i que insisteix en la importància del raonament analògic (qiyàs). Actualment predomina al subcontinent indi, a l'Àsia central, a Turquia i amb menys pes a Egipte, Jordània, l'Iran i l'Iraq.
MalikitaEscola fundada per l'imam Màlik ibn Anas (volts del 715-volts del 795) en continuïtat de l'escola de Medina, donant molta importància al consens de la comunitat (ijmà) però també al judici personal (ijtihad). Influent a l'Àfrica del nord i occidental, també és present a la península Aràbiga.
XafiïtaEscola fundada per l'imam Aix-Xafií (767-820) a Medina en un intent de fusionar les dues escoles precedents. Rebutja el consens dels savis (taqlid) optant pel consens de tota la comunitat. És present a Palestina, el Pakistan, el Kurdistan, Egipte, Àfrica de l'Est i, sobretot, a l'Àsia del sud-est.
HanbalitaFundada per l'imam Àhmad ibn Hanbal (780-855). Preconitza seguir les decisions dels savis (taqlid) i és seguida principalment a l'Aràbia Saudita i al Qatar.

## Escoles del xiisme
JafaritaFundada per l'imam Jàfar as-Sàdiq (702-765) a Medina. Se la segueix sobretot a l'Iran i a l'Iraq.
ZaiditaDins del xiisme existeix una altra escola actualment minoritària, la zaidita, fundada per l'imam Zayn-al-Abidín i que només perdura al Iemen.

## Altres
Altrament, fora del sunnisme i del xiisme encara hi ha una escola que perdura, l'ibadita, sorgida molt d'hora en la història de l'islam (menys de 50 anys després de la mort de Mahoma) i que es va estendre sobretot pel nord d'Àfrica. Avui encara es poden trobar seguidors d'aquesta escola a Oman i a certes zones d'Algèria, Tunísia i Líbia.